# Jeppson's Malört
Jeppson's Malört är ett amerikanskt kryddat brännvin som är populärt i framförallt Chicago. Drycken har fått sitt namn efter skåningen Carl Jeppson, en emigrant från trakterna kring Ystad. Carl Jeppson började sälja brännvinet redan under förbudstiden i USA. Jeppson’s Malört har en kryddig smak med beska och en tydlig karaktär av malört, som sin svenska motsvarighet bäsk.
I reklamen framhålls att Jeppson's Malört bör sköljas ner med någon annan dryck för att mildra eftersmaken. Ett annat sätt att dricka Malört är som tillsats till öl, en "Chicago handshake".